# William Adam (Architekt)

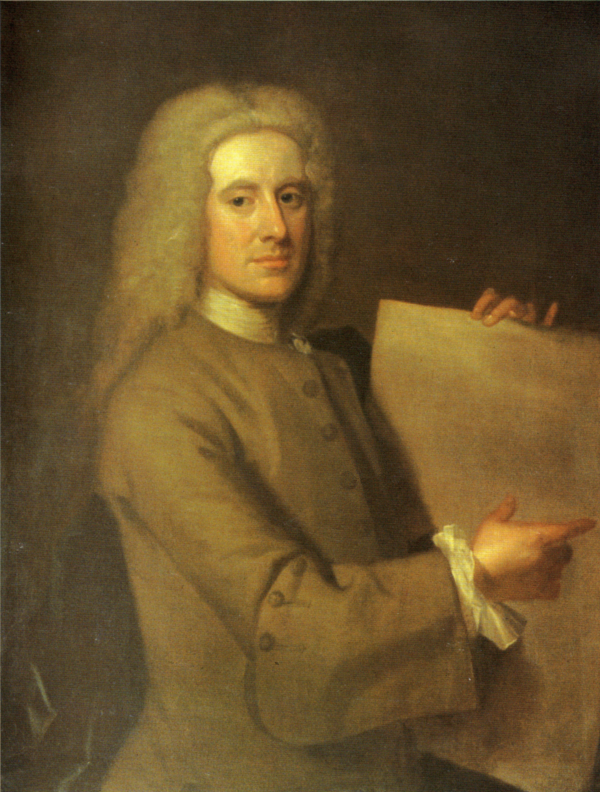
William Adam

William Adam (geboren 1689 in Kirkcaldy, Schottland; gestorben 1748 ebenda) war ein schottischer Architekt des Klassizismus.

## Leben
William Adam war zunächst der Clerk of Works bei William Bruce. Er konnte sich durch die Aufträge des Bauherrn John Clerk of Penicuik (1684–1755) und von zwei Generationen der Earl of Hopetoun als Architekt profilieren. Adam entwarf hauptsächlich Landsitze für den Adel sowie einige Country Houses, aber auch Stadthäuser in Edinburgh. 1729 beteiligte er sich an der Gründung der School of Saint Luke. Für sich selbst ließ er Blairadam House errichten. Er hatte die vier Söhne John, James und Robert Adam, die ebenfalls Architekten wurden und den Sohn William, der eine Geschäftslaufbahn in London einschlug.

## Bedeutendste Werke
- Craigdarroch House bei Moniaive (1729)
- Hamilton Old Parish Church in Hamilton (1732 bis 1734)
- General Wade’s Bridge (1733 bis 1734)
- Duff House bei Banff (1735 bis 1740)
- Königliches Krankenhaus in Edinburgh (1738 bis 1741)
- Chatelherault Hunting Lodge (1732 bis 1743)
- Robert Gordon University, früher Robert Gordon’s Hospital (1750)
- Hopetoun House (zusammen mit Sir William Bruce, Robert Adam, John Adam; 1721 bis 1767)

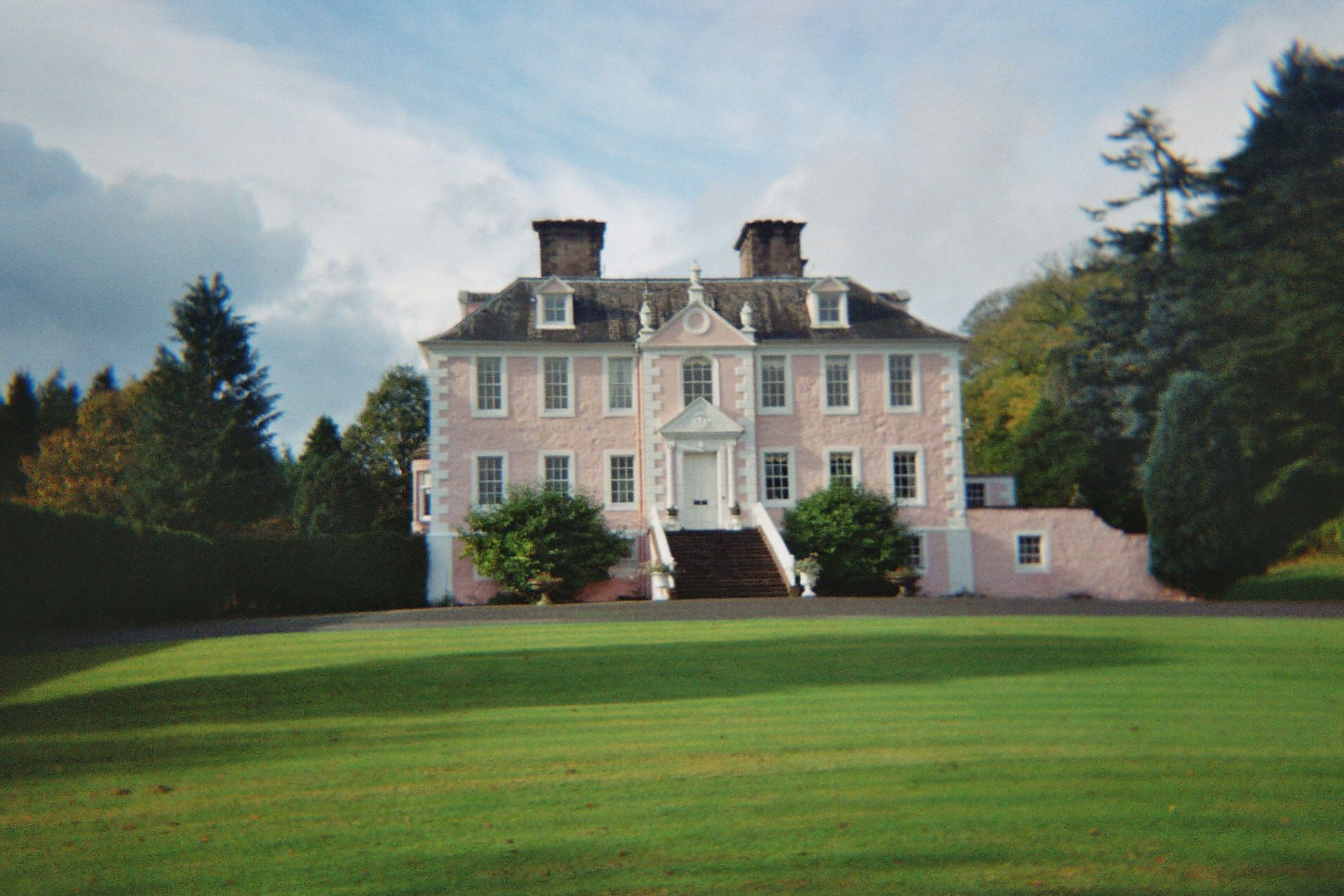
Craigdarroch House
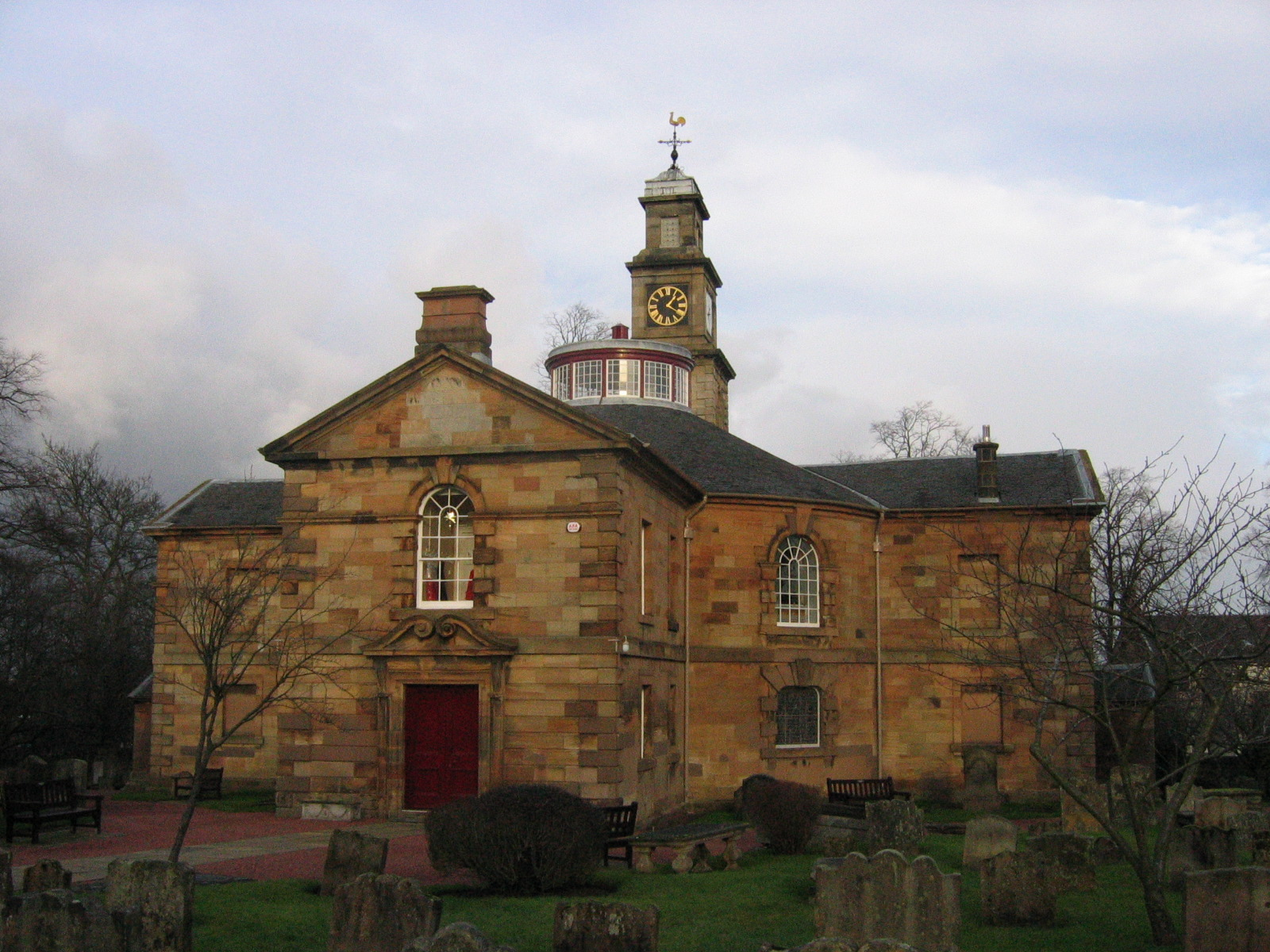
Hamilton Old Parish Church
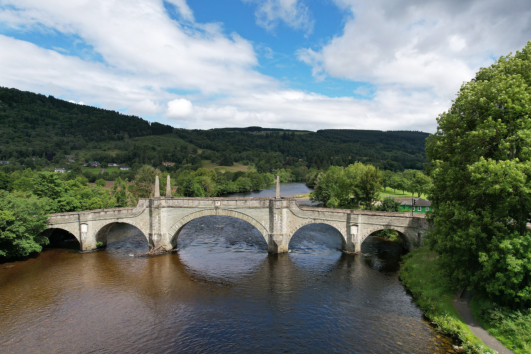
General Wade’s Bridge
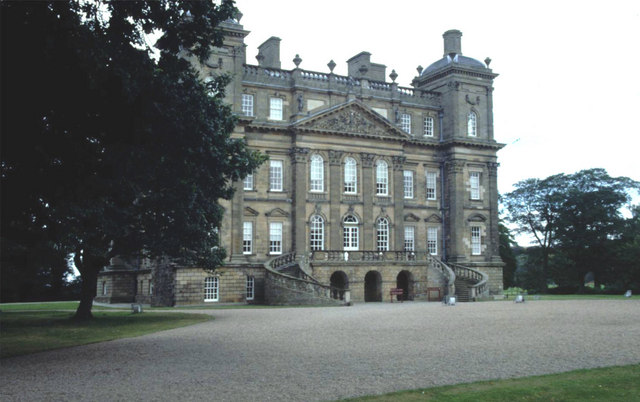
Duff House
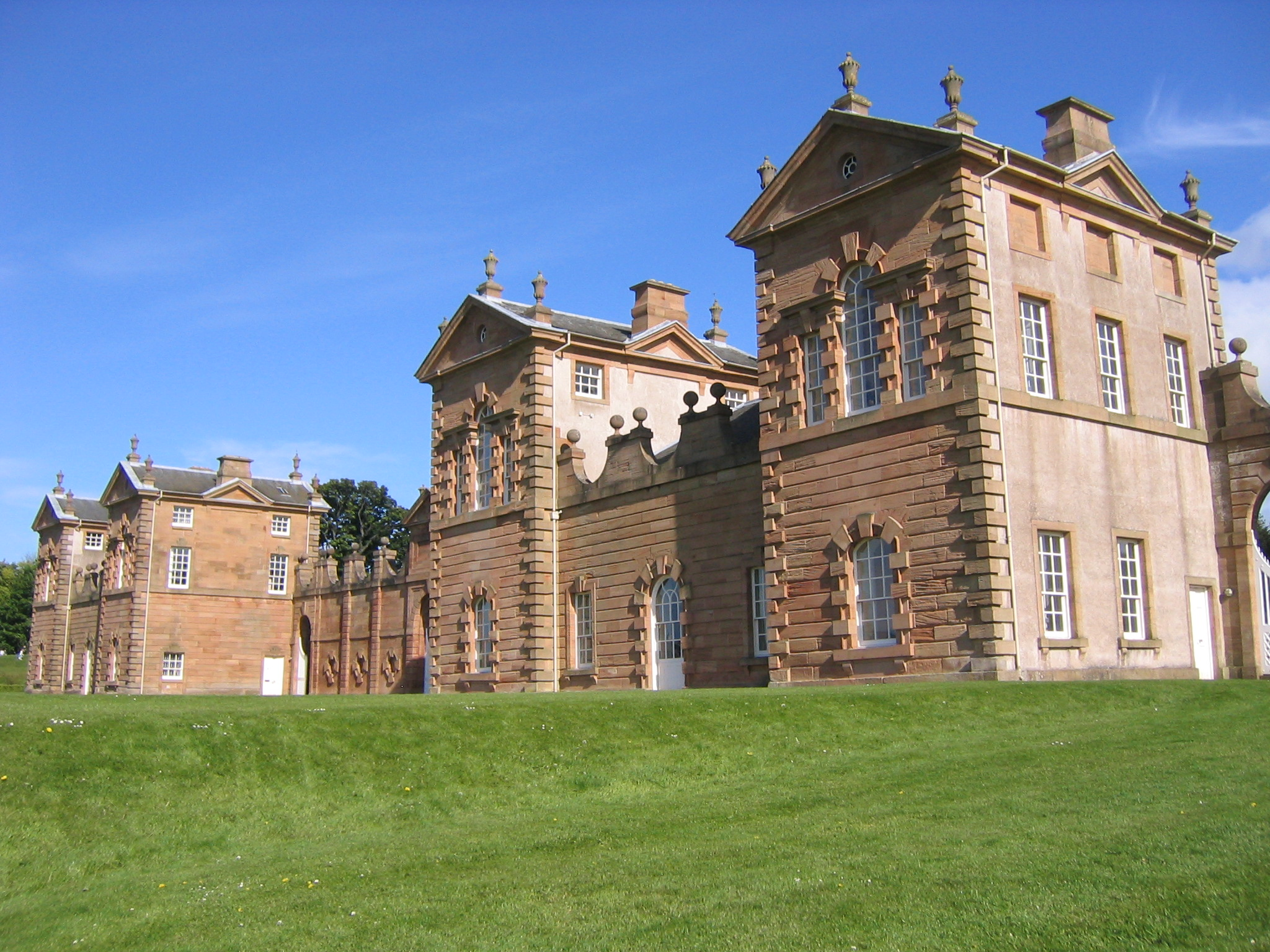
Chatelherault Hunting Lodge
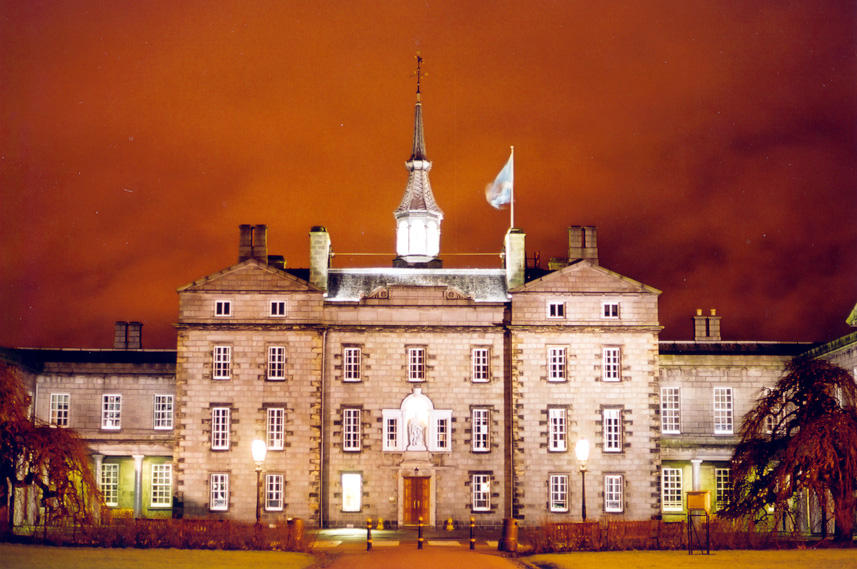
Robert Gordon University
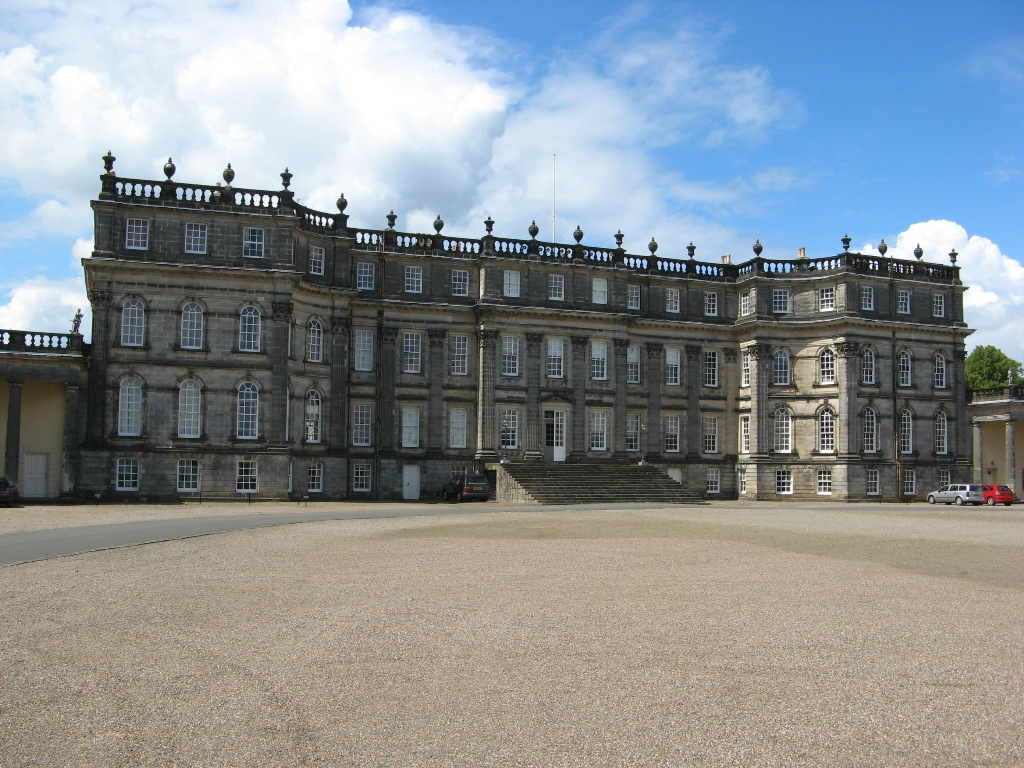
Hopetoun House